# Петро-Павлівський Світязький чоловічий монастир
Петро-Павлівський Світязький чоловічий монастир — чоловічий монастир під контролем УПЦ МП у селі Світязь Шацької громади Ковельського району Волинської області, заснований у 2002 році.
В обителі постійно діє Петропавлівська церква, збудована у 1846 році, пам'ятка архітектури та містобудування національного значення. Храм відкрито з 7.00 до 21.00. Тут здійснюються богослужіння добового кола та відправляються численні заказні треби. Для охочих у літній період проводяться екскурсії.
Збудовано храми на честь ікони Божої Матері «Спорителька хлібів» та Олексія, Чоловіка Божого.

## Передісторія: Світязька парафія

### Дерев'яна Петропавлівська церква
Вперше про церкву і парафію села Світязь згадується в архівних документах за 1531 рік. Тоді вона входила до складу Любомильської протопопії. Саме ж поселення відносилося до Любомльського староства Холмської землі Руського воєводства Королівства Польського. В податкових реєстрах Холмської землі за 1533 рік згадується, що храм села Світязь платив на рік 16 грошів податку, а в 1564 і 1589 роках — 2 форинти[джерело?].
Історики твердять, що на той час Світязь належав князям Сангушкам, які походили з роду князя Володимира Святого, що це були князі давньоруські, православні.
А світязька церква після Берестейської унії 1596 року під тиском католицької Польщі стає унійною, її священики, що дотримуються східного обряду, піддаються знущанням з боку польських землевласників. Так, у 1719 році священики сіл Світязь (о. Василь Лобачевский) і Пульмо подавали скаргу на шляхтичів Яна Міцельського та Ганну Сесчивітовську за брутальне ставлення до них.
Та мала церква і своїх покровителів: князь Дмитро-Юрій Корибут Вишневецький, староста Любомльський, видав їй дозвіл на власні угіддя.
6 липня 1659 року дипломом короля ЯнаІІ Казимира Любомльське староство вотчинним земським правом (в тому числі і Світязь) було подароване київському воєводі, гетьману Запорозьких військ Іванові Виговському, а після його смерті — синові Остапові. Юридично Виговські володіли ним до 1768 року, але жили тут набагато довше.
А 2 травня 1775 року Любомль з прилеглими до нього землями був передарований графу Францішеку Ксаверію Браницькому нібито за те, що він у 1762 році врятував від смертельної небезпеки майбутнього короля Польщі Станіслава Августа Понятовського. Граф у Світязі дозволив вільну рубку лісу для храму.
Після третього поділу Польщі у 1795 році всю територію Любомильського староства було приєднано до Волині, Розпочався процес «повернення в Православ'я». Так Світязька церква стала відноситися до Любомильського благочинного округу Володимир-Волинського повіту Волинської єпархії.
У відомості про церкву святих апостолів Петра і Павла від 23.12.1796 року відмічено, що храм дерев'яний, старий, але до священнослужіння придатний. Має приписні села Смоляри і Голядин. У с. Світязь нараховується 101 двір, 508 дорослих жителів, всього ж прихожан з приписними селами — 643, до церкви належало орної землі в три зміни на 27 днів на 21 косаря.
Станом на 31 грудня 1804 року парафія мала 708 прихожан, при церкві був дячок та паламар, у 1811 році жителів зменшилось до 567 чоловік (можливо через якусь морову хворобу), а в 1813 році — вже 682.
22 січня 1834 року храм згорів від недопаленої свічки. Вдалося врятувати легкі речі, книги, копії метричних книг, починаючи з 1799 року. Але вже в 1835 році світязяни звели дерев'яну каплицю з дзвіницею, яка мала ту ж назву. Можливо, її будували ближче до озера.
А муровану церкву, яка збереглася до нашого часу, розпочали будувати на початку 1840-х років.

### Мурована Петропавлівська церква
На початку 1840-х років стараннями сина Ксаверія графа Владислава Браницького (1782—1843) у Світязі розпочато будівництво мурованої церкви. Саме вона збереглася до наших днів і є головним храмом монастиря. Село тоді налічувало 140 дворів і 1150 жителів. Будівництво ж храму закінчила дружина Владислава — графиня Роза Станіславівна Потоцька вже після смерті чоловіка. Відомо, що родина Браницьких побудувала храми в Шацьку та в Головно.
В 1846 році церква була освячена. Священиками на той час були о. Федір Тетеруковський (до 1843 р.) та о. Євфимій Пінькевич (з 1843 р. і пізніше). Споруда зведена на східному березі озера, однокупольна. Центральна частина має в своїй основі коло, із заходу до неї прибудований притвор, зі сходу — вівтар. З півдня і півночі — чотирьохколонні тосканські портики з двосхилим дахом. Центральна частина вища, вона завершується куполом, що переходить у невеликий барабан, завершений цибулиною з хрестом. Другий ярус завершується карнизом. Фасади церкви оштукатурені, плоскі, де з двох сторін було виконано два пілястри нескладної форми. Вікна прямокутні з простим обрамленням. Арочні вікна є тільки над входом у церкву.

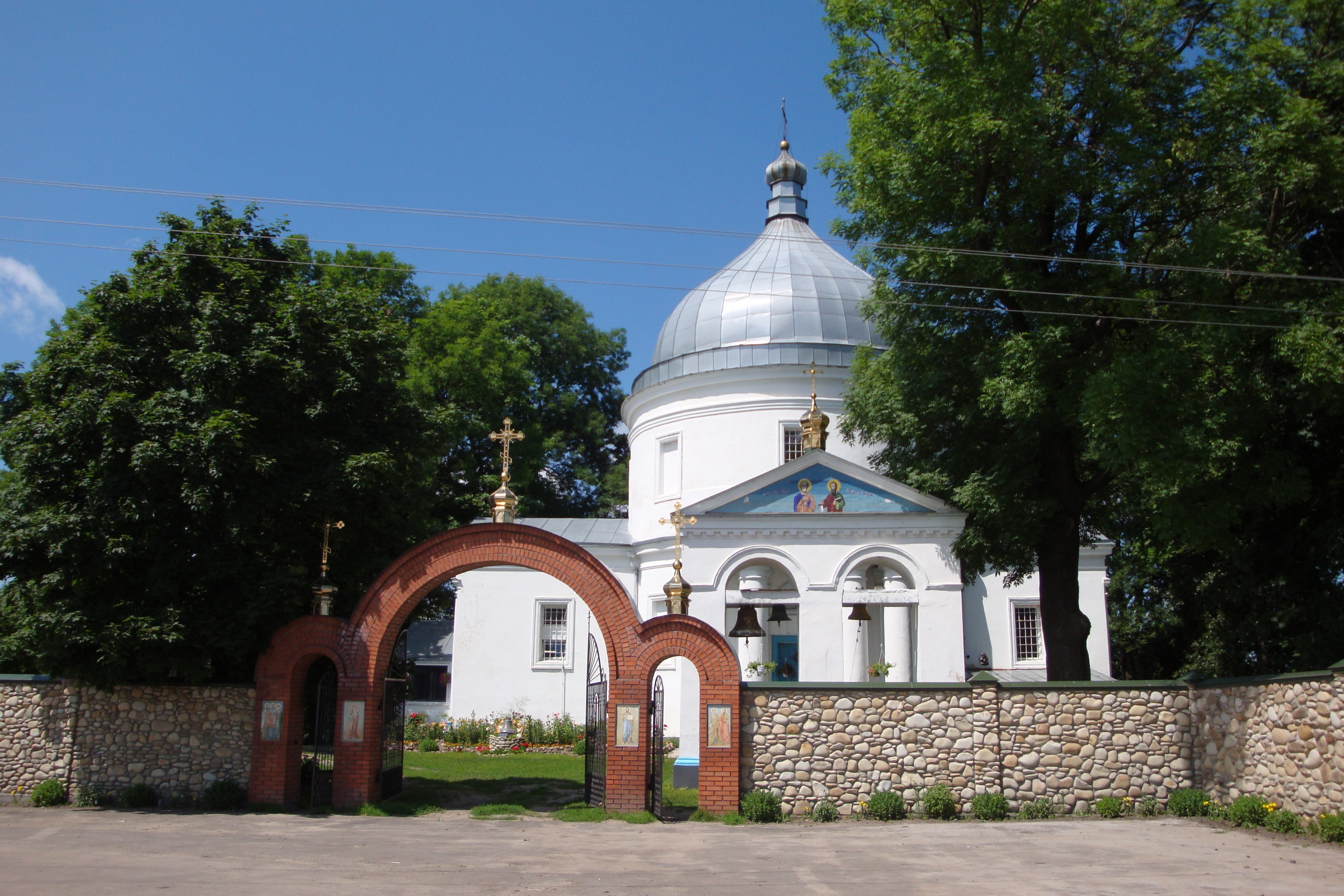
Петропавлівська церква з дзвіницею. Сучасний вигляд

В основу церкви покладена традиційна для України трьохдільна схема, реформована під впливом класицизму в центральну ротондову композицію (вплив петербурзької архітектури XIX ст.) Розвинутий монументальний купол підкоряє собі всі частини споруди, створюючи характерний для Волині силует.
На південь від храму по осі південного фасаду розміщена трьохпілонна арочна дзвіниця без цоколя, увінчана трикутним фронтоном.
З тих часів храм майже не перебудовувався. Важкі двері закриваються масивним замком, а розміри і вага ключа говорять про давні вміння слюсарів.
Рішенням Ради Міністрів УРСР церква, як пам'ятник архітектури, взята під охорону держави, охоронний номер 1043.
За документами 1860 року в церкві начиння мало, але цього достатньо для богослужінь. Землі при храмі 135 десятин. Священик проживав у п'ятикімнатному будинку з кухнею. Жалування причту — 202 карбованці сріблом. В цьому ж році Світязь відвідав Архієпископ Антоній.
В 1891 в селі Світязь відкрита церковно-приходська школа, а в 1900 на державні кошти побудоване приміщення для неї. Від Волинської єпархіальної ради на школу виділялося 120 крб., від громади — 91 крб. Наприклад, у 1911 році тут навчалося 65 хлопчиків і 5 дівчаток.
Законовчителем на той час був священик Лясковецький Володимир Йосипович, який отримував у рік від казни 300 крб., від церковної землі — 75 крб., кружечного доходу було 165 крб. Парафія налічувала понад 3 тис. прихожан. А в Світязі на той час зареєстровано 7 римо-католиків, 140 юдеїв, 1 лютеранин.
1905 року Петропавлівську церкву відвідав Володимир-Волинський єпископ Арсеній, а в 1910 р. — святитель Фадей (Успенський).
Перша світова війна принесла руйнування, смерть і горе. Не минула вона і Петропавлівського храму, 3 його дзвіниці зняли дзвони, очевидно, для переплавлення на зброю. По закінченню війни парафія входить до складу Православної Церкви в Польщі, відноситься до Варшавської єпархії.

### Під Польщею
З 1918 року настоятелем храму став священик Анастасій Абрамович, який був хорошим душпастирем, високоосвіченою людиною, громадським діячем, визначним педагогом. Це були нелегкі роки: польська влада врізає церковні землі — з 150 га в 1921 р. залишилось 38 га в 1937 р. Річний дохід церкви становив 816 злотих, а різні податки забирали 500 злотих. Та, незважаючи на труднощі, парафія в 1923 році будує капличку в с. Голядин. у 1926 році на кошти парафіян перекрито дах церкви бляхою, а це коштувало 8 тис. злотих. При церкві існує братство святого пророка Іллі.
В 1926 році о. Світязь купив Гнат Прусакевич.

### В СРСР, під німецькою окупацією і знову СРСР
У 1939 році з приходом радянської влади Світязьку церкву відносять до складу Волинської єпархії.
Божою милістю церква ніколи не закривалася, в тому числі в час німецької окупації 1941—1944. А в 1944 Світязьку церкву відносять до Волинсько-рівненської єпархії РПЦ. Довгий час тут зберігалося начиння із Забузької церкви, закритої безбожниками, тепер воно повернуто власникам.
У 1967—1968 протягом 9-ти місяців служби у храмі не було. Тоді Світязяни стукали в двері райкому, обкому, добиралися до Києва і добилися свого. До них приїхав новий настоятель храму о. Сергій Мельничук, про якого з теплотою досі згадують люди.
Це були часи, коли молодим людям заборонялося ходити в храм, хрестити дітей, вінчатися, святити паску.
У 1988 році коштами парафії група реставраторів з Рівненщини здійснила необхідні внутрішні і зовнішні ремонтні роботи.
О. Адам Матіюк народився 12.08 1931 року в родині побожних селян у с. Кримно. Закінчив семирічну школу, працював на господарських роботах.
У 1951 році вступив до Луцької духовної семінарії але навчання було перерване трирічною службою у війську. Після армії (1958 рік) став священиком. Рукоположений у тому ж році владикою Паладієм у Львові. О. Адам отримав парафію на Тернопільщині, де служив до 1984 року (25 років), В 1984 році був направлений у Світязь, де служив до 1998 року.

### У незалежній Україні
З 1999 року для Петропавлівського храму починається нова сторінка історії. З приходом о. Василія Дем'янчука при церкві починає діяти недільна школа, здійснено перекриття храму, заново побілено стіни ззовні, повернуто частку колишньої церковної землі (1,25 га), до вівтарної частини храму добудовано паламарку, зроблено опалення в церкві.
27 вересня 2001 року у Світязькому храмі замироточила Почаївська ікона Божої Матері. З того часу потік людей, що приїздили на молитву, збільшився. А навколо настоятеля гуртуються люди, що шукають духовного життя, Першими були Сергій Крамар, Олександр Шиндяпін (тепер священнодиякон Ніфонт), Сергій Омелянюк (тепер ієрей).
У 2002 заснований Петропавлівський чоловічий монастир.

## Історія монастиря
29 березня 2002 вперше в історії парафії тут відбувся чернечий постриг (настоятель храму о. Василій став ієромонахом Арсенієм), а наступного дня — хіротонія диякона Федора Шопука (тепер священик храму с. Світязькі Смоляри). Тоді ж Владика Симеон оголосив про перейменування храму с. Світязь у Петропавлівський скит Низкиницького чоловічого монастиря.
Коли настав час копати рови під фундамент братського корпусу, до о. Арсенія підійшов житель села Омеляне і сказав, що йому ще 20 років тому приснився сон, ніби на тюльпановому полі (тут один селянин довгий час вирощував тюльпани на продаж, вони й тепер часто викидають зелені листочки із землі) копають рови. Він запитав тодішнього батюшку: «Що тут буде?» — «Монастир», — відповів той.
28 жовтня 2003 архієпископом Володимир-Волинським і Ковельським було звершено Літургію та молебень і закладено наріжний камінь храму на честь ікони Божої Матері «Спорительниця хлібів» та капсулу з документом про заснування Петропавлівської обителі.
16 квітня 2005 року на Божественній Літургії Владика Симеон оголосив про перейменування скиту у Світязький Петропавлівський чоловічий монастир.

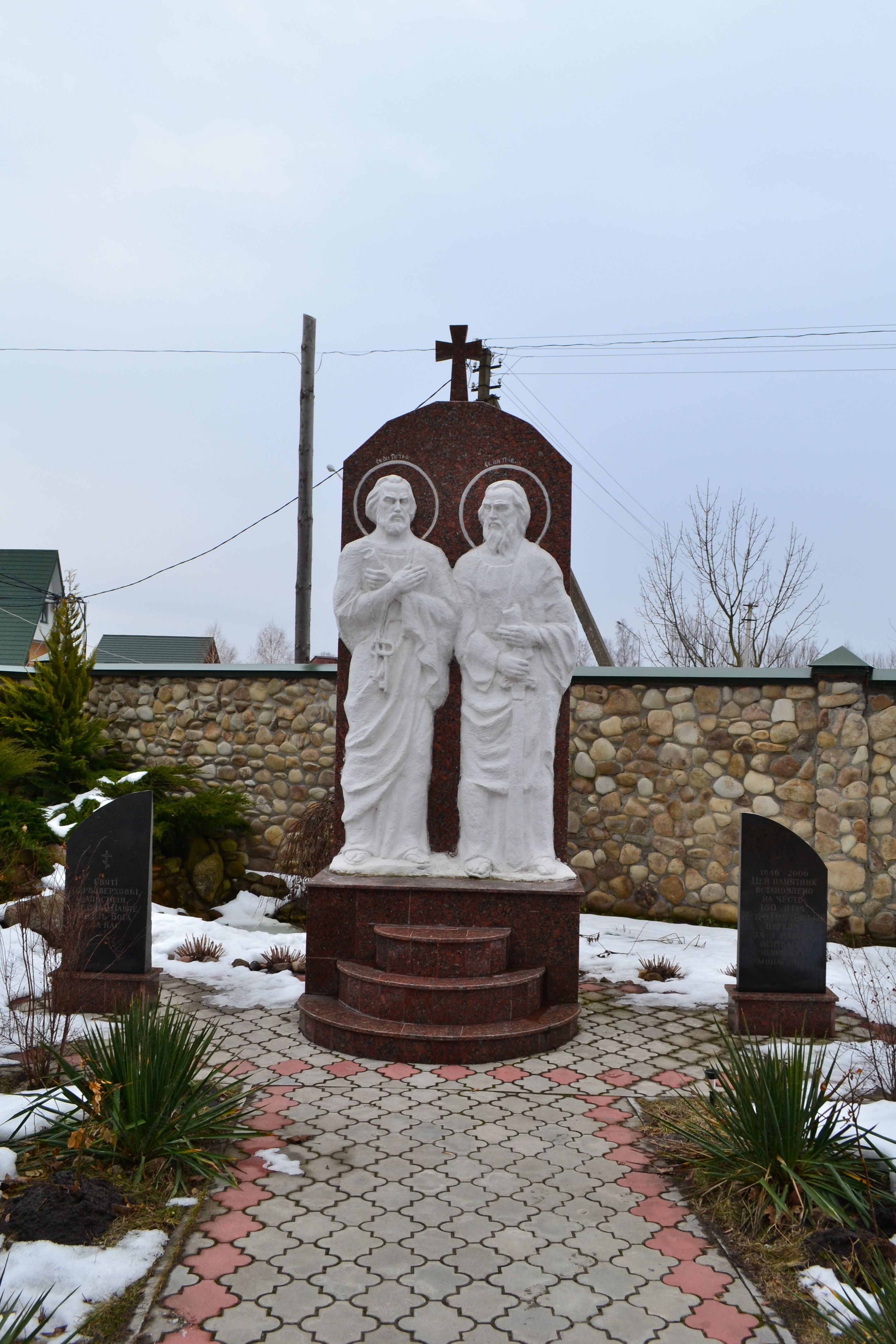
Стела із зображенням Святих Апостолів

У 2006 році сестри Ірина Дацюк та Лілія Зв'ягінцева прикрасили подвір'я Петропавлівського храму стелою з горельєфним зображенням Святих Апостолів та скульптурою Ангела. А як милують око квітники, оформлені о. Федором та доглянуті касиром Людмилою Носуліч.
В монастирі несуть послух: архімандрит Арсеній (Дем'янчук) — настоятель та ще кілька ченців.

## Список священиків Петропавлівського храму
- о. Василь Лобачевский (1719 р.),
- о. Василь Лобачевский (1796 р.),
- о. Федір Моржанін (1802—1813 рр.),
- о. Василь Тетеруковський (1834—1843 рр.).
- о. Євфимій Пінькевич (з 1843 р.),
- о. Пилип Волошинський (з 1858 р.),
- о. Василь Гутовський (з 1874 р.),
- (ім'я невідоме) Моргаєвський (з 1882 р.),
- (ім'я невідоме) Литвинович (з 188З р.),
- о. Антоній Янович (1883—1904 рр.).
- о. Олексій Сагайдаківський (1905—1908 рр.),
- о. Володимир Лясковецький (1908—1911 рр.),
- о. Анастасій Абрамович (1918—1943 рр.),
- о. Микола Вдодович (1943—1954 рр.)
- о. Іван Лисенко (1954—1958 рр.),
- о. (ім'я невідоме) Цибулько чи Цибулька (1958—1960 рр.)
- о. Никандр Цибань (1960),
- о. Сергій Мельничук (1968—1970 рр.),
- о. Адам Матіюк (1984—1999 рр.),
- архімандрит Арсеній Дем'янчук (з 1999 р. і донині), намісник Петропавлівського чоловічого монастиря.

## Галерея

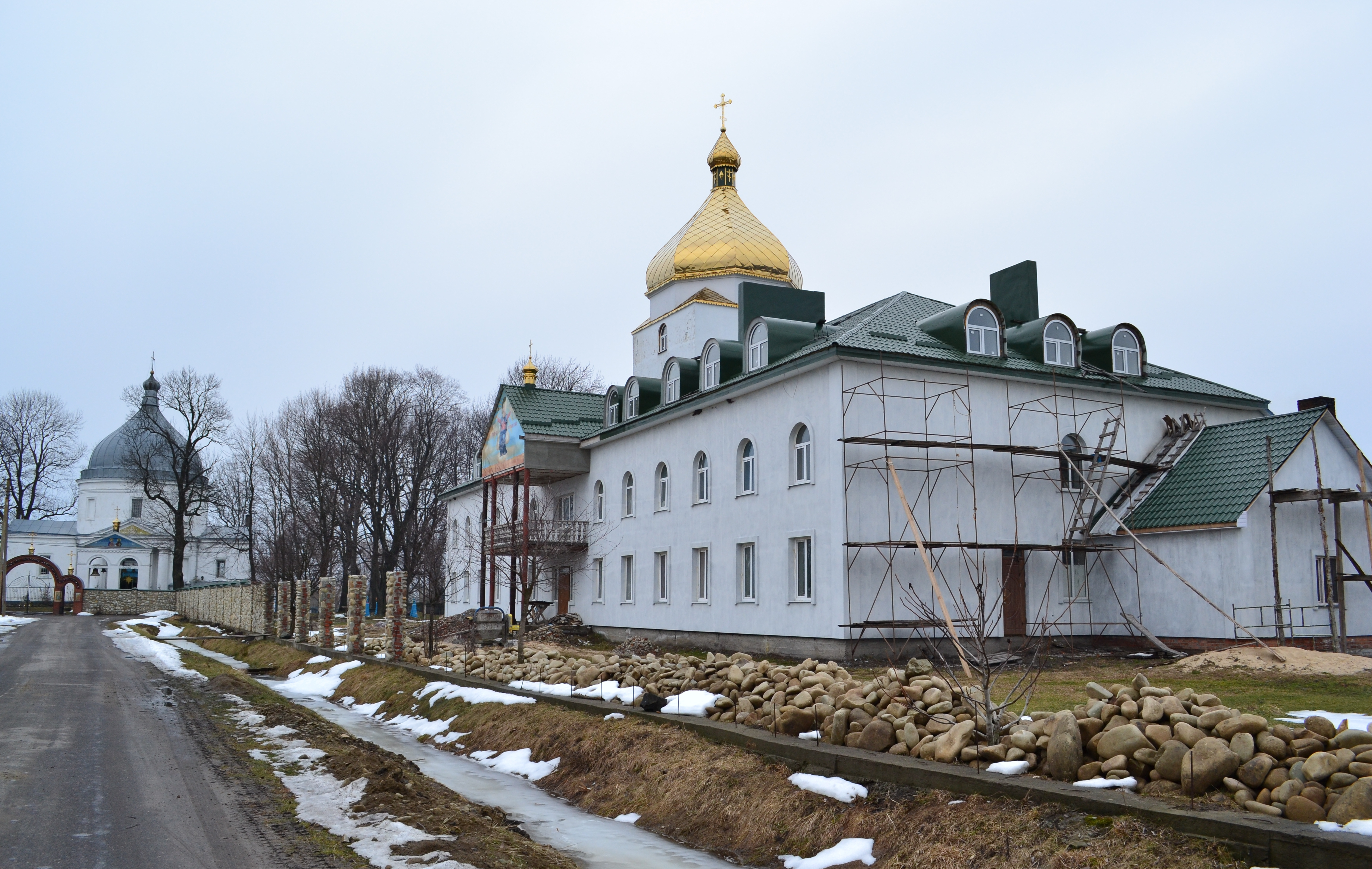
Панорама монастиря
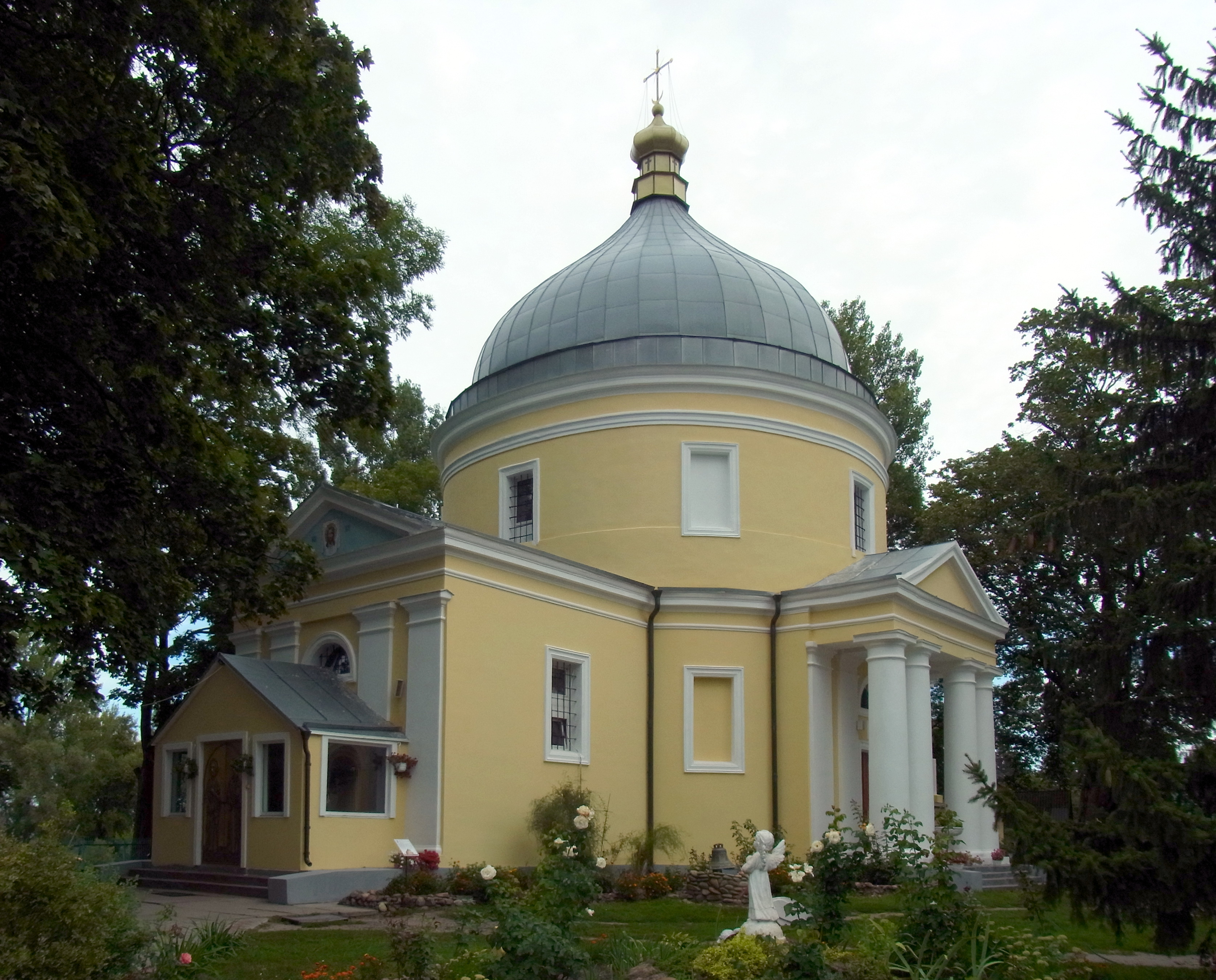
Петропавлівська
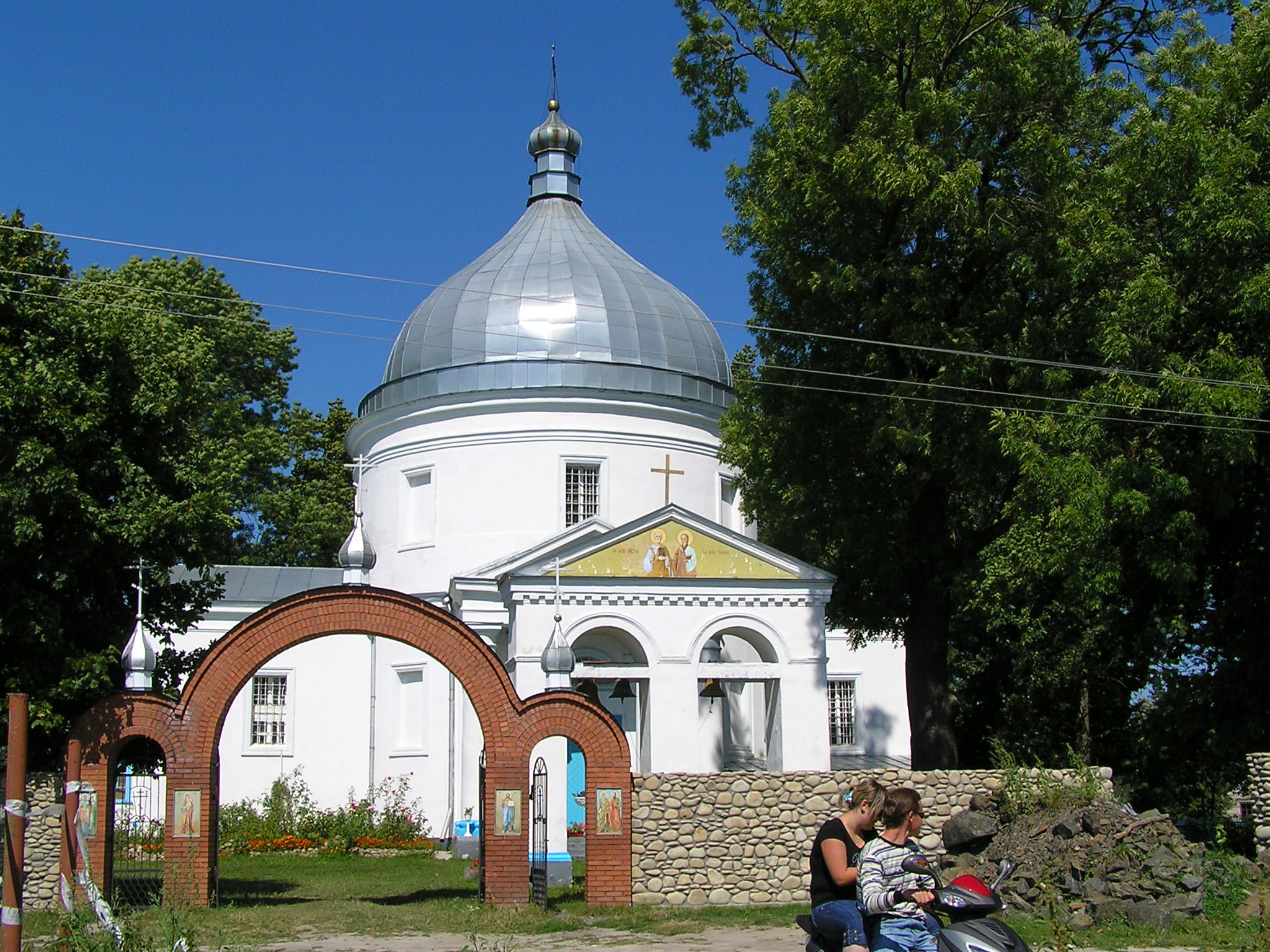
церква
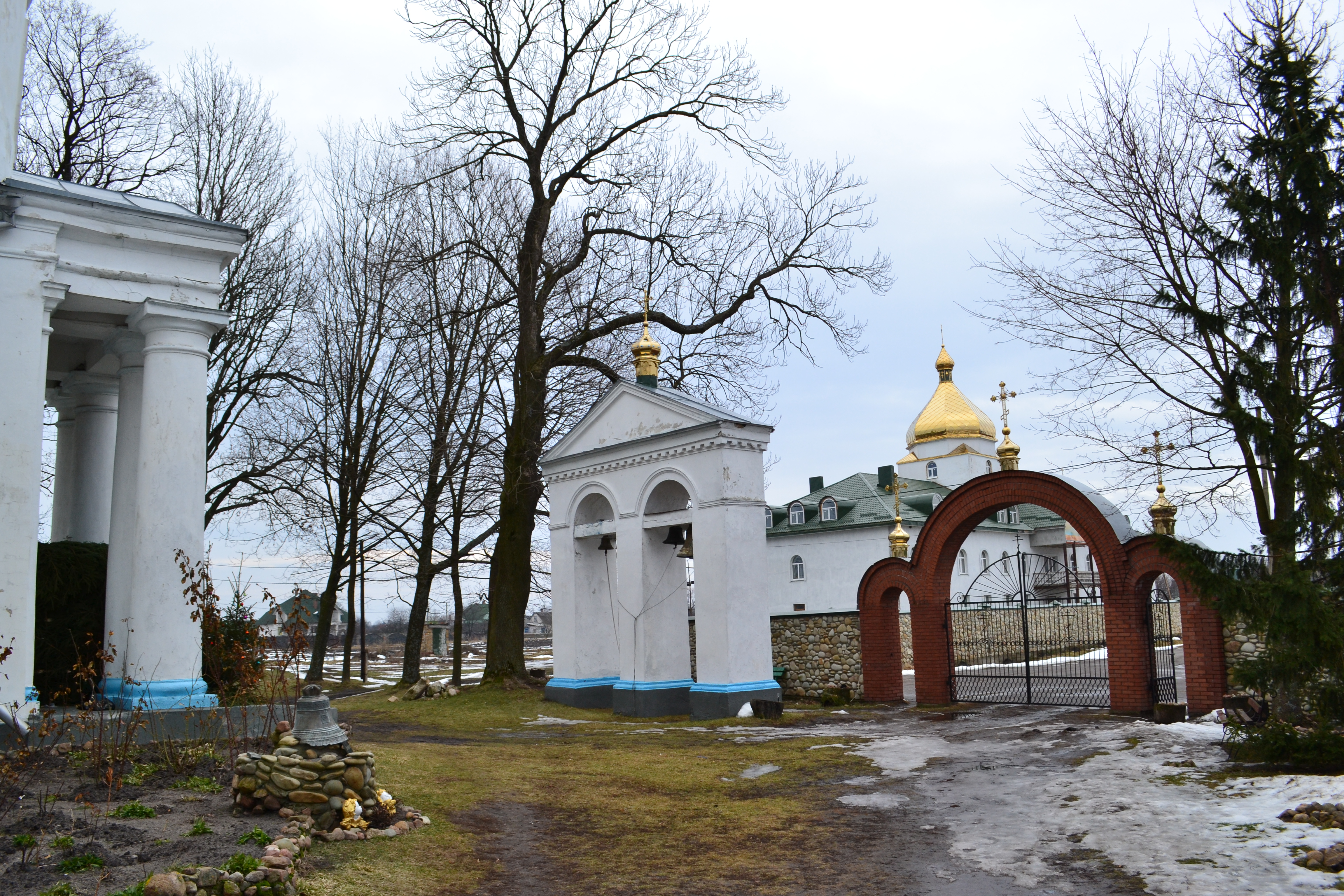
Подвір'я монастиря
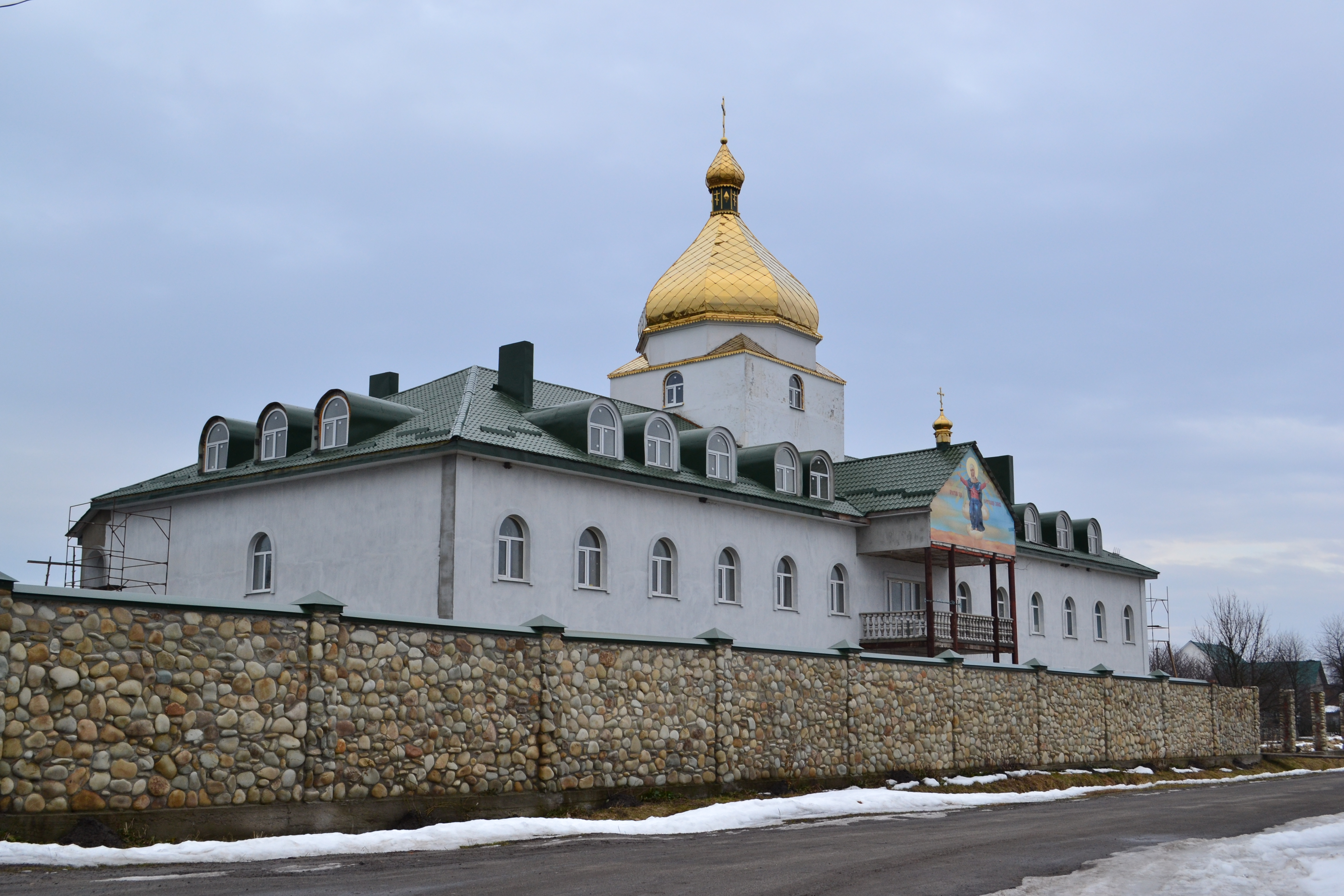
Братський корпус з домовим храмом на честь ікони Божої Матері «Спорителька хлібів»

## Друковані джерела
- Петропавлівський чоловічий монастир на озері Світязь / Упорядники: Тетяна Окситюк, Марія Терентіївна Гетьман-Кравченко. Історичні дані Олександр Остап'юк. Наклад 1000. Дата не вказана, але не раніше 2010 і не пізніше 2013.